# Фінляндія на зимових Олімпійських іграх 2010
Фінляндія на зимових Олімпійських іграх 2010 була представлена 95 спортсменами в 10 видах спорту.

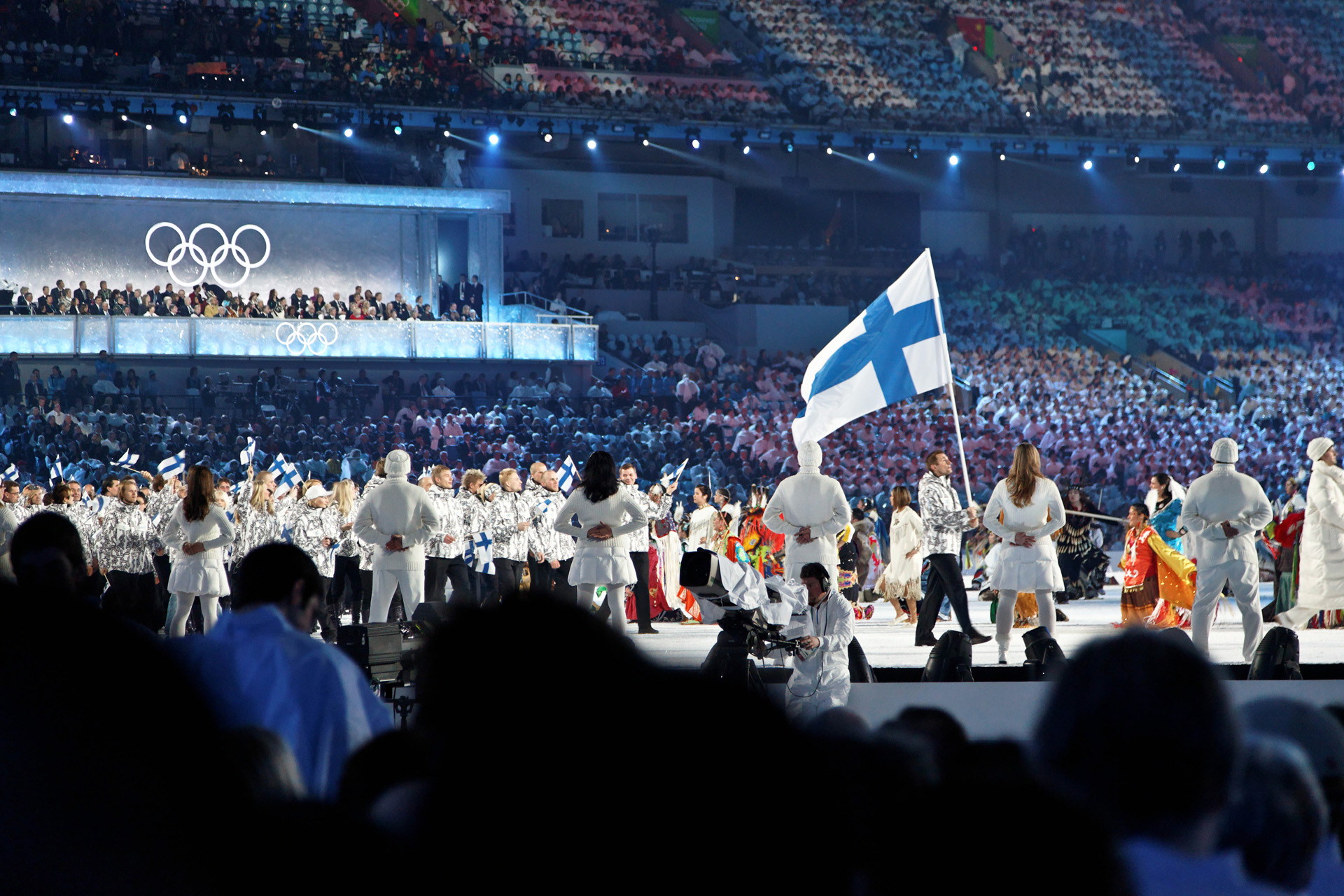
Збірна Фінляндії під час Параду націй на церемонії відкриття Олімпіади

## Медалісти
Срібло
| Срібло |                |                         |
| №      | Спортсмени     | Вид спорту (дисципліна) |
| 1      | Пеету Піїронен | Сноубординг, хафпайп    |

Бронза
| Бронза |                                                                          |                                        |
| №      | Спортсмени                                                               | Вид спорту (дисципліна)                |
| 1      | Пірйо Муранен, Вірпі Куйтунен, Рійтта-Лійса Ропонен, Айно-Кайса Саарінен | Лижні перегони, естафета 4 x 5 км      |
| 2      | Жіноча збірна Фінляндії з хокею                                          | Хокей, жінки                           |
| 2      | Айно-Кайса Саарінен                                                      | Лижні перегони, 30 км класичним стилем |
| 4      | Збірна Фінляндії з хокею із шайбою                                       | Хокей, чоловіки                        |